# ECrew Development Program
Le eCrew Development Program (eCDP, en japonais : japonais : クルトレ eCDP), connu officieusement sous le nom de McDonald's Training Game, est un jeu vidéo éducatif créé par McDonald's. Sorti pour la Nintendo DS en 2010, exclusivement en interne au sein de la division japonaise de McDonald's, le jeu n'était pas destiné à être commercialisé auprès du grand public.

## Archivage
Conçue pour la formation des employés de McDonald's au Japon, le jeu a échappé pendant une décennie aux collectionneurs et aux archivistes de jeux vidéos. En septembre 2020, le YouTuber américain Nick Robinson est parvenu à acquérir une copie du jeu dans une enchères en ligne pour environ 300 000 ¥ (3 000 USD). Robinson a téléchargé le image ROM de la cartouche du jeu sur Internet Archive le 17 novembre 2020, en l'accompagnant d'un documentaire détaillant comment il l'avait acquise.